# Cardisoma crassum
Cardisoma crassum es una especie de cangrejo terrestre de la familia Gecarcinidae, también llamado cangrejo de caparazón azul.

## Distribución y Hábitat
Habita en el este del Pacífico, desde Baja California hasta el Perú, habita en bosques tropicales

## Descripción
Su caparazón es púrpura azulado, sus tenazas son blancas y sus patas son rojas.